# Vuelo 101 de Fine Air
El vuelo 101 de Fine Air fue un vuelo de carga programado desde el Aeropuerto Internacional de Miami al Aeropuerto Internacional Las Américas, operado por McDonnell Douglas DC-8-61F N27UA, que se estrelló después del despegue el 7 de agosto de 1997 en el Aeropuerto Internacional de Miami. Las 4 personas a bordo y una persona en tierra murieron.

## Aeronave

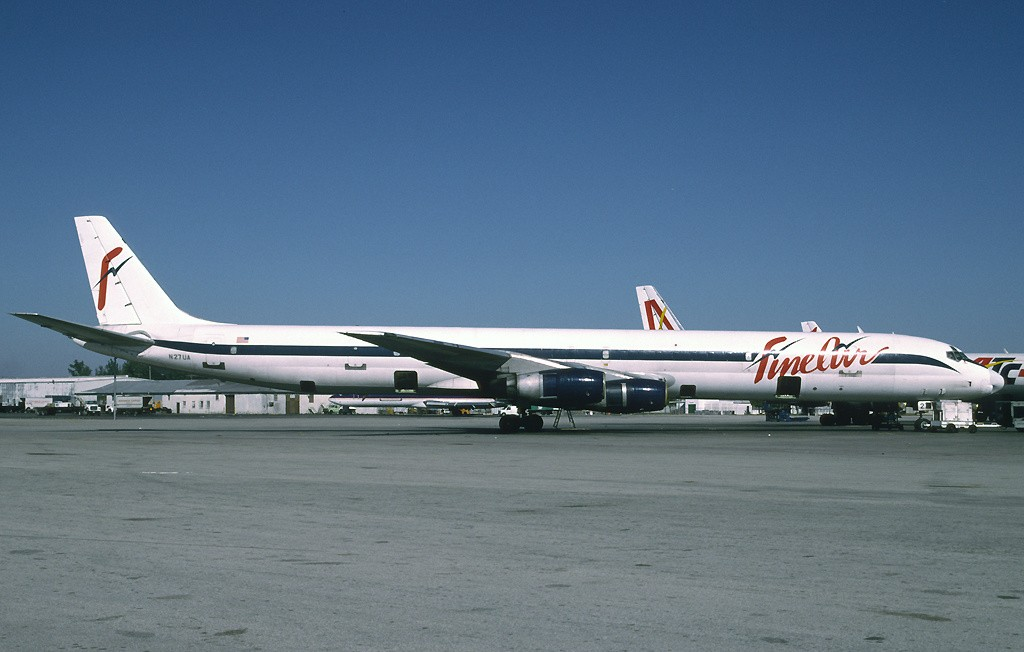
N27UA, la aeronave involucrada en el accidente

El avión involucrado en el accidente era un McDonnell Douglas DC-8-61F de 29 años y 5 meses, matrícula N27UA, operado por Fine Air, con un total de 46.825 horas y 41.688 ciclos de despegue y aterrizaje.

## Tripulación y pasajeros
Había tres miembros de la tripulación y un guardia de seguridad a bordo. El capitán, Dale Patrick «Pat» Thompson, de 42 años, había estado con Fine Air desde 1993. Tuvo un total de 12,154 horas de vuelo, incluidas 2,522 horas como capitán de DC-8 en Fine Air. El primer oficial, Steven Petrosky, de 26 años, contratado el 15 de agosto de 1994, tuvo un total de 2.641 horas de vuelo, de las cuales 1.592 horas fueron con Fine Air en DC-8 y registró 614 horas como primer oficial y 978 horas como  ingeniero de vuelo, todo en el DC-8. El ingeniero de vuelo, Glen Millington, de 35 años, se había unido a Fine Air en 1996. Había registrado un total de 1.570 horas de vuelo, incluidas 683 horas como ingeniero de vuelo DC-8 en Fine Air. El guardia de seguridad a bordo era Enrique Soto, de 32 años.

## Accidente
El avión, con destino a Santo Domingo, perdió el control poco después del despegue. El morro se inclinó rápidamente hacia arriba, entró en pérdida, se recuperó brevemente y entró en otra pérdida.

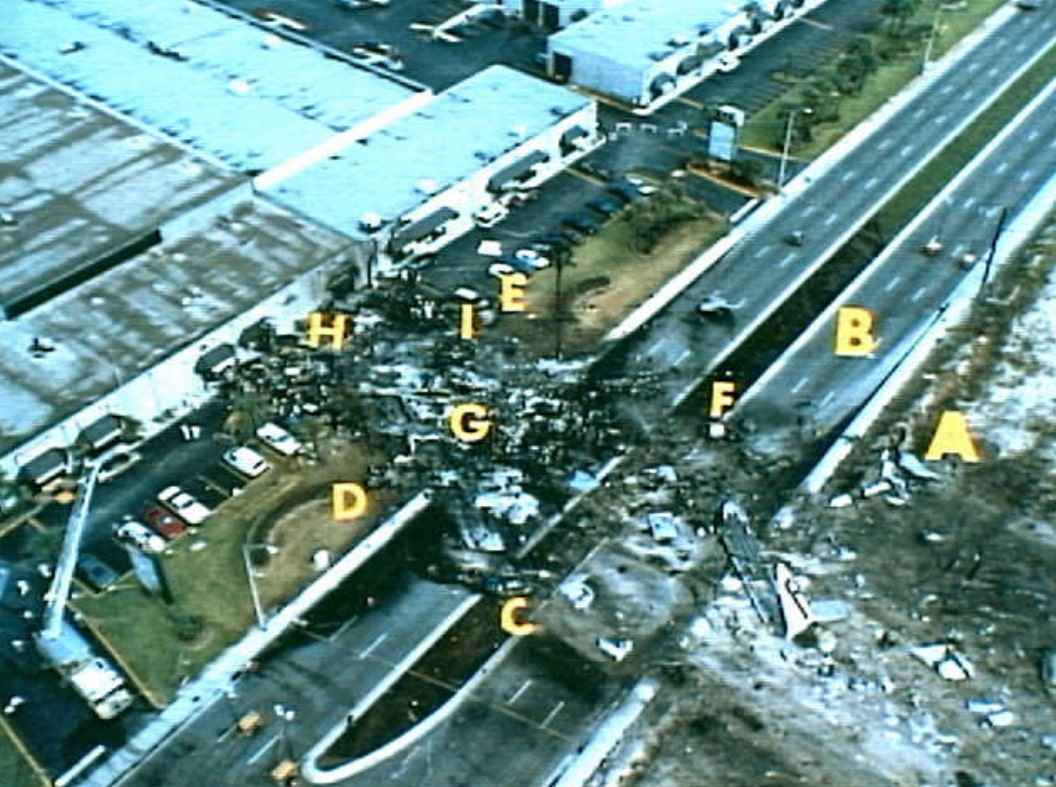
Otro ángulo en el accidente

El McDonnell Douglas DC-8 rozó la instalación de carga de vehículos en el extremo sur del patio ferroviario de Miami City, justo al norte del final de la pista, y también las concurridas instalaciones de operaciones de carga a lo largo de la transitada calle 25 del noroeste, que conecta con el área de carga del aeropuerto, justo al sur del final de la pista. El avión apenas rozó dos fábricas, un edificio comercial y el Centro de Distribución de Budweiser en el condado no incorporado de Miami-Dade, Florida, entre los poblados suburbios residenciales de Miami Springs y Doral. Derrapó por un campo abierto hasta llegar a la Avenida 72 del noroeste, una vía que suele estar llena a la hora del almuerzo y que estaba llena en el momento del accidente, aunque el tramo impactado por el vuelo 101 tenía semáforos en rojo en ambas intersecciones. Los restos del avión se deslizaron rápidamente por la carretera hasta el estacionamiento de un minicentro comercial al otro lado de la calle del campo vacío; impactó a 26 autos en el estacionamiento. En ese entonces, el minicentro comercial era un centro de distribución de componentes informáticos especializado en el comercio sudamericano.
Los restos del avión cayeron a cuatro pies de las entradas de tres tiendas. Rozó dos autos ocupados y un camión que estaba esperando el semáforo en la intersección de NW 31st Street y NW 72nd Avenue, a menos de 30 yardas (90 pies; 27 m) de distancia. Dentro de uno de los autos en el estacionamiento estaba sentado un hombre de 34 años llamado Renato Alvarez que acababa de regresar a su tienda en el mini-centro comercial después de recoger el almuerzo para su esposa y para él. No pudo salir del auto y quedó atrapado en la bola de fuego que envolvió la avenida de varios carriles, el campo y el estacionamiento.
En total, murieron cinco personas: los tres miembros de la tripulación, un guardia de seguridad de la compañía en el vuelo y el hombre en el estacionamiento.En los minutos posteriores al accidente, la policía fue alertada de un incendio en NW 72nd Ave, solo para descubrir que se trataba de un accidente aéreo. Durante casi 45 minutos, informes contradictorios afirmaron que el avión era un vuelo de pasajeros, pero en menos de una hora, la torre de control del Aeropuerto Internacional de Miami (MIA) confirmó que se trataba del vuelo 101 de Fine Air Cargo. Agentes especiales de seguridad de la FAA, que trabajaban desde una oficina en las instalaciones del aeropuerto (en ese momento), acudieron al lugar y simultáneamente a las oficinas de Fine Air Cargo, donde tomaron posesión de la documentación del vuelo. Se recuperó documentación relevante de los contenedores de basura, lo que dio lugar a una investigación criminal que finalmente condujo a cargos que incluyen destrucción y encubrimiento de pruebas. Fine Air y su agente de asistencia en tierra, Aeromar Líneas Aéreas Dominicanas, se declararon culpables de varios de los cargos y recibieron una multa de aproximadamente $5 millones.

## Investigación
La Junta Nacional de Seguridad en el Transporte (NTSB) determinó que el centro de gravedad del avión se encontraba cerca o incluso por detrás de su límite y que el compensador del avión estaba mal ajustado. Ambos problemas se debieron a irregularidades en la carga. No se pudo determinar la gravedad del problema de control debido a la incertidumbre sobre la distribución del peso de la carga. Habría requerido habilidades y reacciones excepcionales que no se esperaban de los pilotos.
La NTSB determinó que «no se produjo un desplazamiento significativo de la carga hacia atrás durante o antes de la rotación, y que este no fue la causa del cabeceo inicial extremo durante la rotación». Es posible que la compresión o el desplazamiento de la carga se produjeran posteriormente.
Las entrevistas a la tripulación de tierra revelaron que el vuelo iba habitualmente lleno de palés y que, según algunas opiniones, las cerraduras de carga rara vez se activaban. Además, se afirmó que esto se debía a que se consideraba irrelevante si los palés no se movían. Los palés se sujetan mediante rieles laterales para evitar que se muevan hacia arriba, pero solo las cerraduras retráctiles de los extremos pueden detener el movimiento hacia adelante y hacia atrás. Además, la aeronave llevaba una sobrecarga de aproximadamente 2700 kg (6000 libras), aunque, dado el proceso de pesaje de palés, se creía que esto era más común de lo previsto.

### Causa probable
La NTSB publicó el informe final del accidente el 16 de junio de 1998. La «causa probable» dice:

La Junta Nacional de Seguridad en el Transporte (NTSB) determina que la causa probable del accidente, que se produjo por una carga incorrecta del avión, lo que produjo un centro de gravedad más retrasado y un ajuste incorrecto del compensador del estabilizador que provocó un cabeceo extremo durante la rotación, fue (1) la falta de control operativo de Fine Air sobre el proceso de carga; y (2) la falta de Aeromar de cargar el avión según lo especificado por Fine Air. Contribuyó al accidente la falta de supervisión adecuada de la Administración Federal de Aviación (FAA) sobre las responsabilidades de control operativo de Fine Air para la carga y la falta de garantía de que las deficiencias conocidas relacionadas con la carga se corrigieran en Fine Air.

## Dramatización
Este accidente fue presentado en la decimonovena temporada de la serie Mayday: catástrofes aéreas, en el episodio «Cabeceo mortal».